# Ombre (miniserie televisiva)
Ombre è una miniserie televisiva della regista italiana Cinzia TH Torrini. È andata in onda per la prima volta in Italia il 17 e 18 novembre 1999 su Rai 2.
In Germania è stato trasmesso con il titolo Dem Mörder verfallen - Eine Frau in Gefahr.

## Trama
Elena Serpieri è una neurologa italiana che si trova negli Stati Uniti perché ha ottenuto una borsa di studio in un ospedale newyorkese. Lì lavora, assieme all'FBI sul profilo di un pericoloso serial killer. Questo assassino la aggredisce, ma le risparmia la vita, lasciandole però la sua firma: una cicatrice sul seno.
Elena decide di tornare a Roma, per lasciarsi alle spalle l'esperienza terribile che ha vissuto. Nel palazzo dove va a vivere però cominciano ad accadere strani eventi che spingono la donna a collegare gli omicidi perpetrati negli USA con degli omicidi commessi a Roma nel XVII secolo.
Elena e l'amico giornalista Davide Berger si troveranno a ripercorrere una vicenda avvenuta tre secoli prima. Il serial killer, che intanto ha raggiunto Roma, si rivelerà un seguace di Paracelsus, una figura che attraversa i secoli, il cui segreto (l'immortalità) è custodito da una setta seguace di un alchimista del '600 di cui Davide si occupa, Mark de Girot.